# Prosopis nigra
Neltuma nigra, llamado vulgarmente algarrobo negro, es un árbol leguminoso de Sudamérica que habita la ecorregión del Gran Chaco (en particular, la zona de transición entre el Chaco Húmedo y el Chaco del Sudeste), en Argentina, Bolivia, Paraguay y Uruguay.

## Descripción
Porte: árbol caduco, pequeño a mediano, de hasta 15 m; tronco central muy corto, que se divide en troncos más pequeños; copa redondeada y amplia con abundantes ramas delgadas, con pocas espinas o ninguna. Ramitas abundantes, delgadas y flexibles.
Corteza: pardo oscura, dura y áspera con surcos longitudinales profundos.
Madera: dura, de color castaño, con nervaduras. La madera del algarrobo negro se usa para muebles, carpintería fina, barriles, y tiene propiedades tánicas.
Hojas: bipinnadas, alternas y fasciculadas, con 1-3 pares de pinnas; 20-40 pares de foliólulos diminutos de 3-7 x 1-2 mm, oblongos.  
Flores: blanco-verdosas, de 3-5 mm, agrupadas en número de 20 o más en espigas cilíndricas de 4-9 cm. 
Fruto: la vaina ("chaucha") de 10-18×1 cm, carnosa, muy dulce, amarilla con manchas moradas, generalmente recta, poco gruesa y aplanada; con 10-20 semillas elipsoides, castañas y con una pasta dulce dentro, usada para hacer harina, y una bebida alcohólica (aloja) después de su fermentación.
Fenología: los árboles florecen en septiembre y en octubre, y fructifican de noviembre a marzo.
Hábitat: algarrobales, palmares; crece en comunidades junto al árbol vinalillo (Prosopis vinalillo Stuck.) y de palmeras Copernicia alba Morong. Como otras especies del mismo género, tolera climas áridos, pero también puede sobrevivir en terreno inundado durante mucho tiempo. 
Distribución: Bolivia, Paraguay, Perú, Argentina y Uruguay.

## Usos
- Materiales: la madera es pesada y dura, se usa para hacer muebles, barriles y de ella se extrae tanino.
- Combustible: generalmente se utiliza para leña y carbón.
- Alimento: sus vainas comestibles son preferidas por su agradable sabor dulce; se utilizan para preparar harina,tortas.
- Medicinales: se recomienda, para aquellas personas que padecen asma, aspirar el humo de los frutos quemados.
- Melífera: es un árbol que produce mucho néctar, lo cual es propició  para los insectos polinizadores.

## Nombres comunes
- algarrobo negro[1][2] (que es el nombre patrón propuesto por Petetín en 1984[3]) algarrobo,[1] algarrobo chico,[1] algarrobo dulce,[1] algarrobo morado,[1] árbol,[1] árbol negro,[1]

También se conoce por los siguientes nombres locales: aykaaha (lengua-maskoy); vaitsiyuc (nivaclé); ijaichucurá (ayoreo); algroboom (dialecto menonita), Ivopéhú, yana takko.